# 모토욘
모토욘(일본어: 基４, 基４％ 모토욘[*], 4월 28일 ~ )은 일본의 남성일러스트레이터(원화가)이다.
케로Q와 마쿠라 소프트에서 활동하고 있으며, 스카지(일본어: SCA自, すかぢ)의 대학 선배이다.
마쿠라 소프트의 H2O를 통해 전성기를 가지게 되었던 시절이 있었다. 그 이후에는 후배 일러스트레이터에게 내어 주는 격으로
서브 캐릭터 위주로 일러스트 활동을 하다가...

## 게임 (케로Q)
- 終ノ空
- 二重影
- 모에칸 (モエかん)
- 멋진 나날들 (素晴らしき日々)
- コトバの消えた日

## 게임 (마쿠라 소프트)
- H2O -FOOTPRINTS IN THE SAND-
- いきなりあなたに恋している (남주와 서브 히로인)
- 해바라기 교회와 긴 여름방학 (히마나츠, 向日葵の教会と長い夏休み) 보관됨 2020-11-01 - 웨이백 머신
- 벚꽃의 시 (サクラノ詩, 서브 캐릭터)

## 이누가미 키라(일본어:狗神煌이누가미 키라[*]) 와의 작화 차이
H2O의 코히나타 하야미는 사실상 모토욘 센세가 그린 것이지만, 이누가미 키라는 당시 H2O 코믹스를 그렸었다.
게임의 H2O에서는 이누가미 키라 하고는 사실상 관계가 없다.
- 작화 차이 비교 링크 보관됨 2015-02-03 - 웨이백 머신

## 관련 인물
- 이누가미 키라 (이누가미 기라)
- 코리에 리코
- 미즈사와 미모리
- 카고메
- 스카지
- 스즈리
- karory